# Juan Pablo Barrientos
Juan Pablo Barrientos Hoyos (Medellín, siglo XX) es un periodista e investigador colombiano. Se ha destacado por sus investigaciones alrededor de los casos de pederastia por parte de sacerdotes en la Iglesia Católica en Colombia.

## Trayectoria
Barrientos fue corresponsal en la ciudad de Washington de la emisora La FM y de Noticias RCN. En el año 2011, renunció a su trabajo en Washington e intentó incursionar en la política lanzándose al concejo de la ciudad de Medellín avalado por el Partido Alianza Verde, pero no resultó electo.
Fue director de Teleantioquia Noticias y ha trabajado en varios medios de comunicación nacional como La FM, W Radio, Caracol Radio y Vorágine.
Ha sido profesor de las universidades de Antioquia, Pontificia Bolivariana, Eafit, Santo Tomás y Politécnico Grancolombiano.
Desde 2023 dirige CasaMacondo, un portal de investigaciones periodísticas.

## Investigaciones sobre abusos sexuales de sacerdotes
Barrientos ha escrito tres libros de investigación sobre abusos sexuales de sacerdotes en la Iglesia Católica en Colombia. Inició sus investigaciones a partir de haber visto la película Spotlight donde se relatan los sucesos de la investigación de dicho caso en la ciudad de Boston.
A través de solicitudes de acceso a la información, llevó su caso hasta la Corte Constitucional de Colombia, logrando una sentencia histórica en 2020 que ordenó a la Iglesia Católica revelar información sobre 43 sacerdotes acusados de pedofilia.
A lo largo del desarrollo de sus investigaciones Barrientos ha denunciado intimidaciones y amenazas así como persecución jurídica y campañas de desprestigio. Su trabajo investigativo en medio del acoso y los intentos de censura, le valieron el reconocimiento de la organización internacional Reporteros Sin Fronteras, que en el año 2023 le otorgó el Premio a la Libertad de Prensa.

## Caso Las Marionetas
En junio de 2022 Barrientos renunció al programa del informativo de la mañana de Caracol Radio debido a que el director Gustavo Gómez Córdoba no le permitió publicar un audio de la investigación que el periodista venía adelantando alrededor del caso de corrupción conocido como escándalo de las Marionetas, relacionado con el exsenador Mario Castaño. Barrientos junto con su equipo del portal Vorágine publicaba una serie periodística titulada El show de las marionetas que resumía las 43 horas de las 11 audiencias de legalización de captura contra la red criminal del senador Castaño. En la entrega número 75 se mencionaba una interceptación hecha a la relacionista pública de la red criminal Nova Lorena Cañón, quien decía tener acceso a 4 medios de comunicación, incluyendo Caracol Radio, para publicar información que favoreciera a un candidato y que el valor de dicha publicación sería de 4 millones 500 mil pesos.

## Caso Carlos Felipe Córdoba
Desde 2022 el excontralor Carlos Felipe Córdoba y Barrientos mantienen un enfrentamiento judicial después de que Barrientos publicara investigaciones en las que acusaba a Córdoba de supuestamente plagiar su tesis doctoral y de obtener sus títulos académicos en tiempos inusualmente rápidos. Aunque Barrientos se ha sostenido en sus afirmaciones, Córdoba presentó una acción de tutela alegando que sus derechos al buen nombre fueron vulnerados. Un tribunal falló a favor de Córdoba en 2025, ordenando que Barrientos modificara sus publicaciones para que las afirmaciones se expresaran en un tono condicional, en lugar de hacer acusaciones categóricas sobre el plagio.

## Reconocimientos
Barrientos ha ganado en tres ocasiones el Premio Nacional de Periodismo Simón Bolívar; en 2018 a la mejor investigación en radio con «Dejad que los niños vengan a mí»; en 2020 ganó a la mejor noticia en radio con «No son 19, son 36 los sacerdotes involucrados en escándalo sexual en Villavicencio», y en 2022 a la mejor investigación en radio con «La playa pública que terminó en manos del esposo de la vicepresidenta».
En 2023 recibió el Premio a la Libertad de Prensa por parte de Reporteros Sin Fronteras.

## Publicaciones
- Dejad que los niños vengan a mí (2019).
- Este es el cordero de Dios (2021).
- El archivo secreto (2023). Escrito junto al periodista Miguel Ángel Estupiñán.